# هويت ريتشاردز
هويت ريتشاردز (بالإنجليزية: Hoyt Richards)‏ هو كاتب سيناريو ومنتج أفلام وعارض وممثل أمريكي، ولد في 10 أبريل 1962 في سيراكيوز في الولايات المتحدة.

## وصلات خارجية
- هويت ريتشاردز على موقع IMDb (الإنجليزية)
- هويت ريتشاردز على موقع ألو سيني (الفرنسية)
- هويت ريتشاردز على موقع أول موفي (الإنجليزية)
- هويت ريتشاردز على موقع قاعدة بيانات الفيلم (الإنجليزية)
- هويت ريتشاردز على موقع كينوبويسك (الروسية)